# Stolonica diptycha
Stolonica diptycha är en sjöpungsart som först beskrevs av Hartmeyer 1919.  Stolonica diptycha ingår i släktet Stolonica och familjen Styelidae. Inga underarter finns listade i Catalogue of Life.